# Alesatore
Un alesatore è un utensile usato per allargare i fori e viene usato in metalmeccanica; è di forma cilindrica, a volte con il tratto iniziale conico per facilitarne l'imboccatura, per la finitura di fori. Si può presentare sotto diverse forme con lame perpendicolari o elicoidali.

## Descrizione
Può essere usato come attrezzo manuale o come parte di una macchina. Nei macchinari industriali solitamente la parte di fissaggio nel mandrino seguirà una sagoma standard, mentre negli attrezzi portatili è di solito a sezione quadrata per essere alloggiata tra le staffe di fissaggio scorrevoli.
Un alesatore tipico consiste in una serie di lame taglienti diritte o elicoidali lungo la lunghezza del corpo cilindrico, anche se per diametri maggiori si usano strumenti (chiamati Portautensili) in grado di alloggiare sul diametro inferiore piccoli inserti (taglienti) in materiale ceramico duro (come il widia). Ogni lama è leggermente inclinata, e ha un piccolo spazio cavo sotto il filo: questi accorgimenti servono a rimuovere rapidamente i trucioli e la polvere, evitando che vadano a incastrarsi sulla superficie di taglio rovinando l'utensile. Le punte da alesatura devono essere molto dure, per non consumarsi con l'uso, e molto resistenti e tenaci, per evitare fratture dovute alle forze in gioco durante le lavorazioni: solitamente sono realizzate in acciai speciali o acciaio rapido e super rapido, ma ce ne sono anche di leghe migliori.
Lo scopo dell'operazione di alesatura è quello di ottenere un foro di diametro preciso (diametro dell'alesatore) e con una finitura di alta qualità. Le punte elicoidali non sono in grado di produrre fori di diametro preciso ma tendono, per la loro poca rigidità, a creare fori leggermente più grandi ed irregolari. In questa operazione se si dovesse realizzare un foro preciso, ad esempio di 10 mm di diametro, si pratica un foro di diametro inferiore (Es. 9,8 - 9,9 mm) e successivamente si alesa questo foro con un alesatore da 10mm.
L'alesatore è pensato per rimuovere solo una piccola quantità di materiale, non per forare da pieno (come farebbe una punta da trapano): questo assicura una vita più lunga all'utensile e una tolleranza migliore.
La spirale delle lame può essere in senso orario o antiorario a seconda dell'uso. Ad esempio, un'alesatrice manuale con un utensile a spirale oraria tenderà a fare presa troppo rapidamente, sforzando l'utensile e portando a una conseguente rottura. Una spirale di senso antiorario è quindi preferita nonostante sia più faticoso far girare l'utensile in senso orario.

## Alesatore regolabile a mano

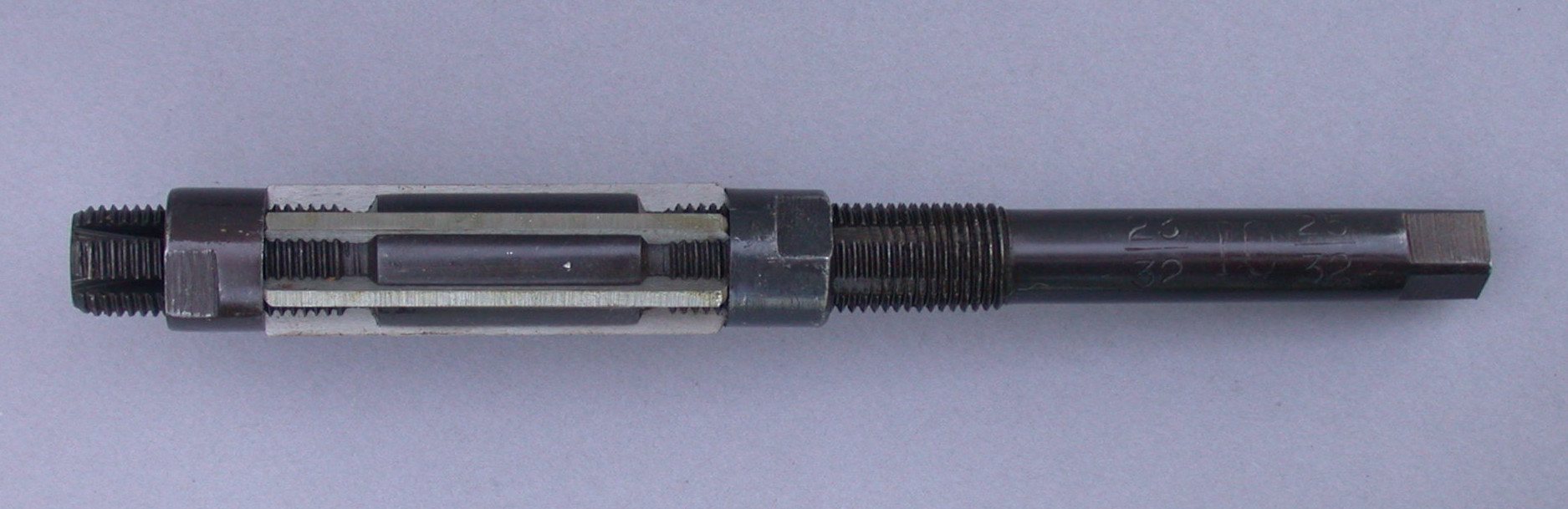
Alesatore regolabile a mano

Un alesatore regolabile a mano può coprire una piccola gamma di dimensioni. Sono generalmente indicate da una lettera che equivale all'intervallo di dimensione. Le lame mobili scorrono lungo una guida: stringendo o allentando due dadi sulla barra filettata allarga il posizionamento delle lame allargandone o diminuendone il diametro. Trattandosi di lame lineari e non elicoidali, questo utensile può essere usato solo per lavori leggeri, su materiali morbidi e con spessori minimi, mantenendo comunque una certa tendenza a vibrare. Non possono essere usati su fori troppo irregolari, perché altrimenti i movimenti causati da una lama che colpisce un'imperfezione sposterebbero le altre lame, generando dei segni e rendendo imprecisa, e quindi inutile, l'alesatura.

## Alesatore diritto (di precisione)
Un alesatore diritto è utilizzato per creare dei piccoli allargamenti in un foro. La parte anteriore della punta ha una leggera inclinazione di lunghezza variabile, che auto-centra lo strumento sul foro preesistente. Dietro la parte inclinata il resto dello strumento avrà diametro costante.
I fori alesati sono usati per creare fori con circolarità e dimensione precisi. Questo permette di usare i fori per alloggiarvi ad esempio dei perni, che rimarranno incastrati senza bisogno di essere fissati o saldati. In altri casi i fori vengono alesati abbastanza larghi in modo da lasciare ai perni la possibilità di essere smontati senza difficoltà. Questo tipo di lavorazione è comune nell'unione delle semiparti dei motori boxer e da motocicletta: dopo aver unito le due metà, il complesso risultante viene rettificato (usando quello che è a tutti gli effetti un grosso alesatore) e in seguito smontato per l'assemblaggio delle altre parti meccaniche
Un altro uso dei fori alesati di precisione è l'inserimento di particolari tipi di bulloni autofilettanti usati per sostituire i vecchi rivetti nelle operazioni di messa in sicurezza sismica degli edifici.

### Alesatore a mano
Un alesatore a mano ha una parte iniziale più lunga (lead in, o mordente) rispetto a un alesatore da macchina. Questo serve a compensare la difficoltà di iniziare l'alesaggio, che richiederebbe uno sforzo difficilmente trasferibile con la sola forza delle mani. Inoltre rende più facile entrare diritti nel foro, e riduce il rischio di rottura. Gli alesatori di precisione manuali sono dotati di lame diritte o di eliche a spirale.

### Alesatore per macchina utensile

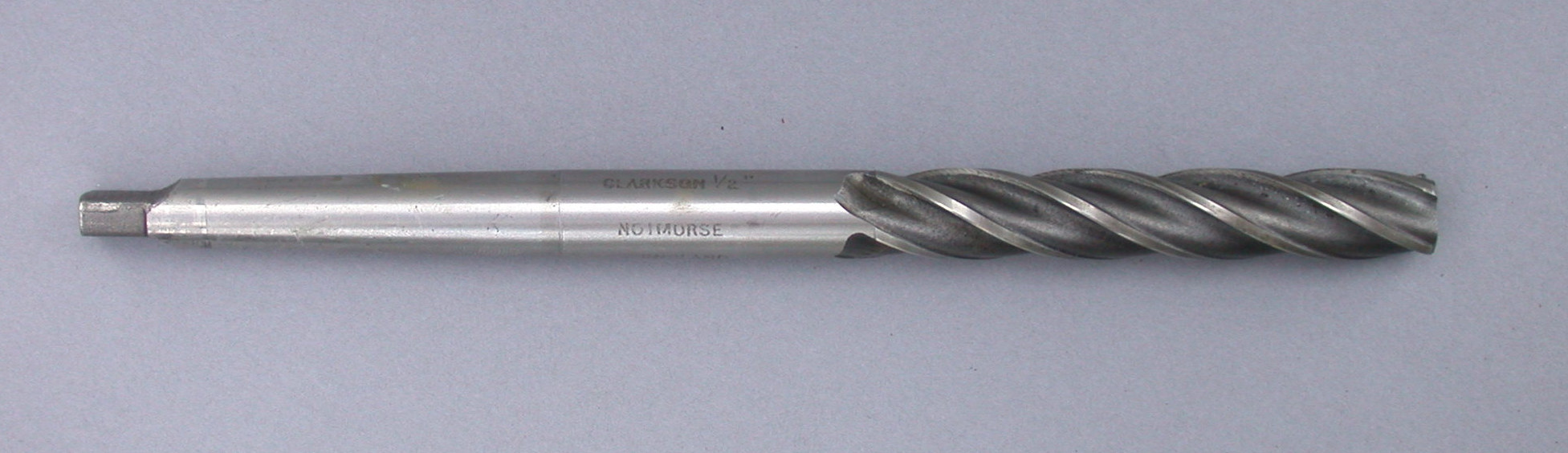
Spiral fluted machine reamer

Le punte da alesatura per macchine utensili (alesatrici o fresatrici) hanno un lead-in molto ridotto: poiché il pezzo e la punta sono preallineati dalla macchina, non c'è rischio di mancare la centratura del foro. Inoltre la macchina può cominciare subito la lavorazione trasferendo una forza costante. Le lame da macchina sono sempre spiraliformi, per permettere la rimozione automatica delle polveri generate in gran quantità. Spesso su materiali duri o particolarmente tenaci si utilizzano dei lubrificanti per raffreddare la punta, rendere più facile la passata e trattenere il pulviscolo più sottile.

## Alesatore a rosa
Negli alesatori a rosa le lame si trovano al di sotto dell'ingombro cilindrico delimitato dal gambo. Hanno solitamente poche lame di grosse dimensioni, dato che il loro compito principale è quello di sgrossare il foro prima della finitura di precisione.

## Alesatore a conchiglia
Gli alesatori a conchiglia sono progettati per le lavorazioni su ingranaggi e cuscinetti a sfere. Portano da 8 a 14 lame che corrono su tutta la lunghezza del corpo dell'alesatore.

## Alesatore conico di precisione (cono morse)

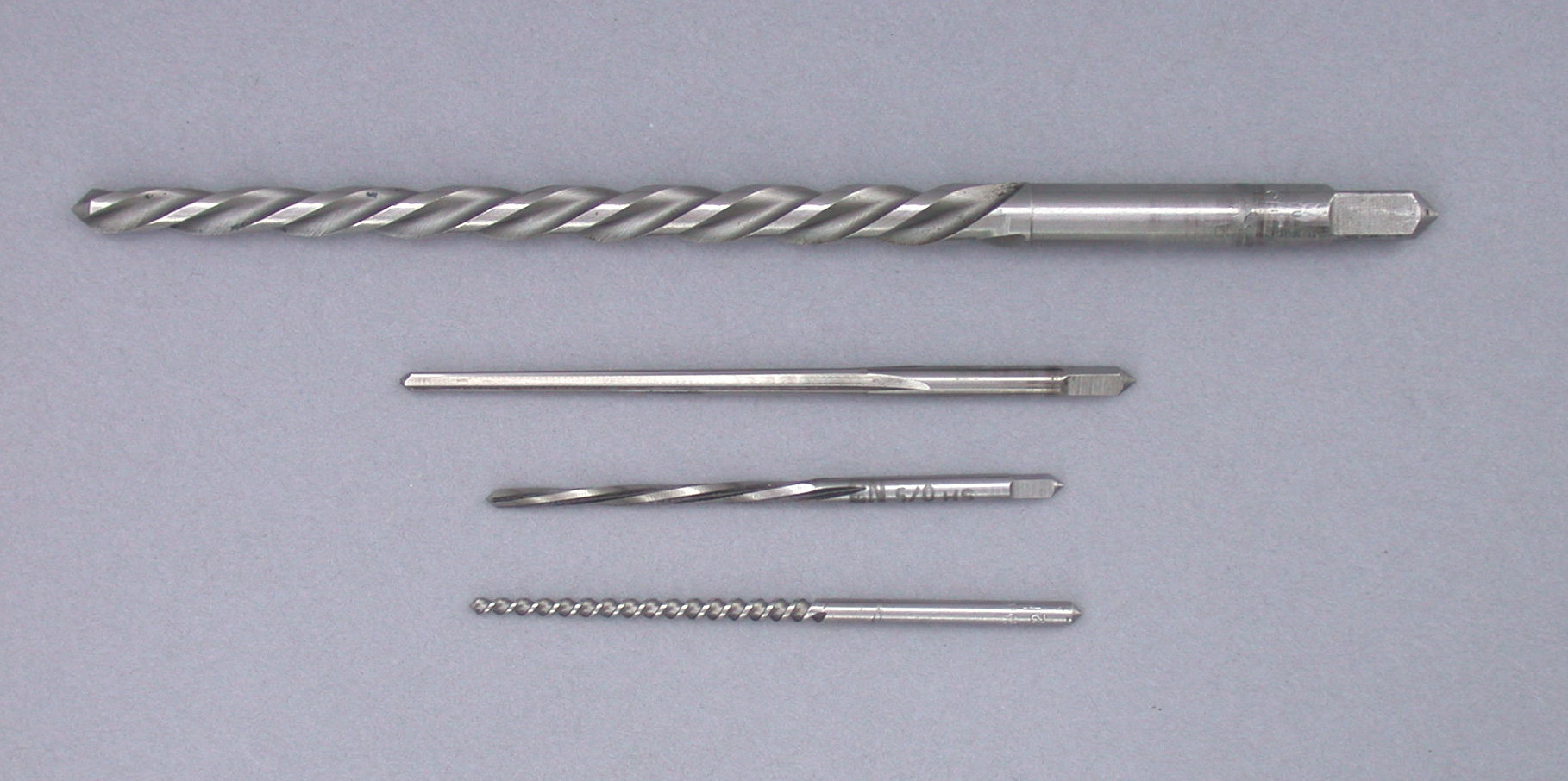
Quattro piccole punte alesatrici coniche

Le punte da alesatura coniche di precisione sono usate per realizzare dei fori a diametro variabile per l'alloggiamento di perni conici. I perni conici vengono usati per la costruzione di assemblaggi autobloccanti: il perno conico entra nel foro conico fino ad arrivare a forzare sulle pareti e a incastrarsi. In seguito può essere rimosso solo con martello e uno scalpello a punta. Gli alesatori sono numerati con una sequenza numerica che deve essere uguale a quella dei perni usati: un foro fatto con una punta n. 4 potrà adattarsi solo a un perno n. 4. 
Questo tipo di fissaggi è usato per fissare gli utensili nelle macchine utensili, come fresatrici e torni. Esistono punte elicoidali con codolo conico di questo tipo e portautensili con codolo di tipo cono morse.

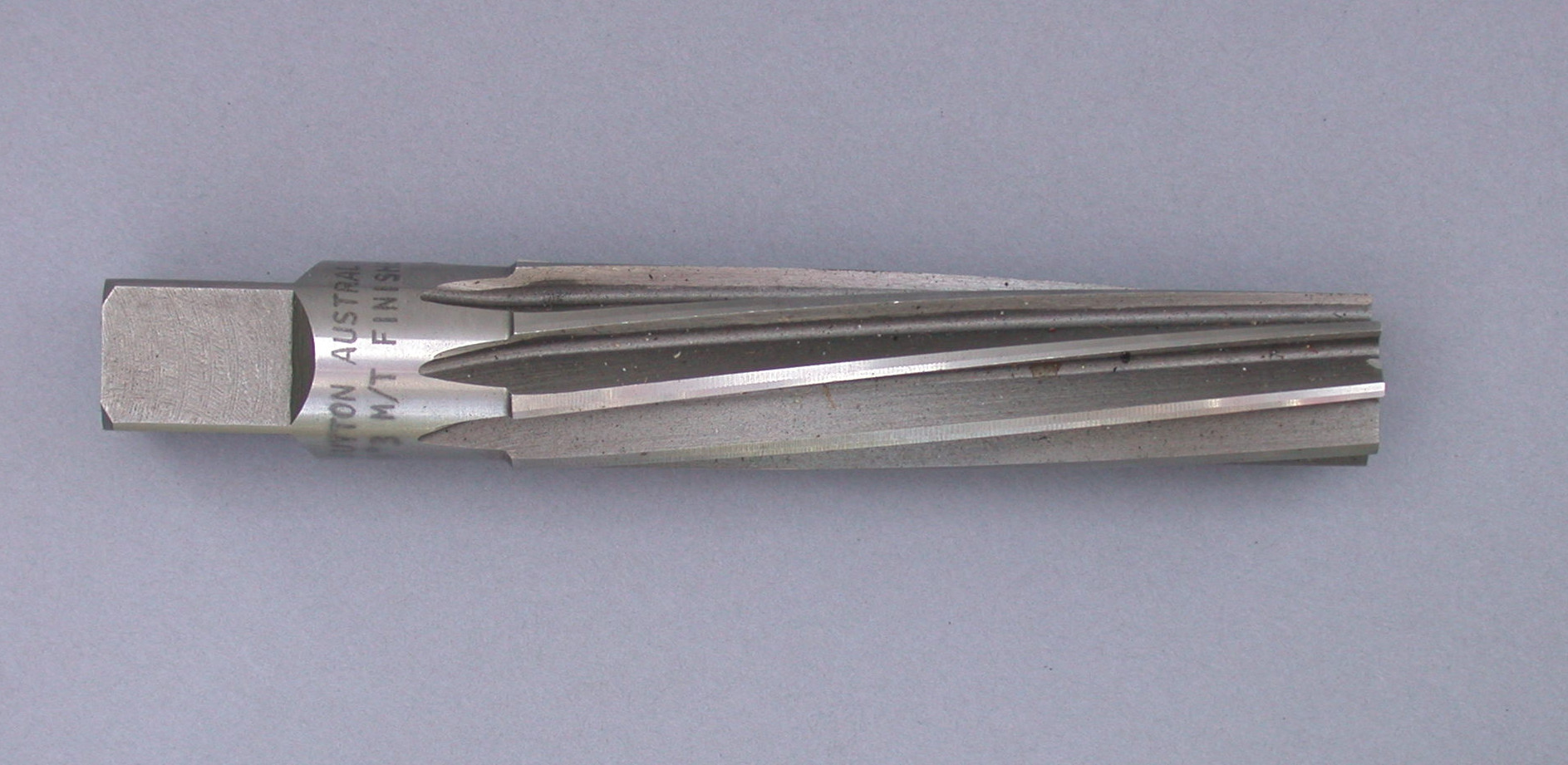
Punta conica N.3 manuale (MT3) (si noti l'attacco a sinistra, a sezione quadrata). Questa è una punta di finitura, mentre le punte da sgrossatura hanno zigrinature lungo il bordo per spezzare i trucioli

## Alesatore conico (non di precisione, svasatore)
Gli alesatori conici sono usati anche per lavori più semplici, come la pulizia delle bave di foratura (il metallo che si accumula sul bordo), o per il leggero allargamento dei fori. L'attrezzo viene inserito finché il diametro non coincide con quello del foro, dopodiché si comincia la lavorazione (solitamente rapida). Questo tipo di alesatori consiste in un corpo solitamente di diametro inferiore al centimetro, con una maniglia ottenuta piegando o saldando a croce una barretta sulla parte posteriore, per permettere una impugnatura salda e la trasmissione di forza notevoli. Si usa solitamente per metalli morbidi, come alluminio, rame o ferro.